# Kamsalamander

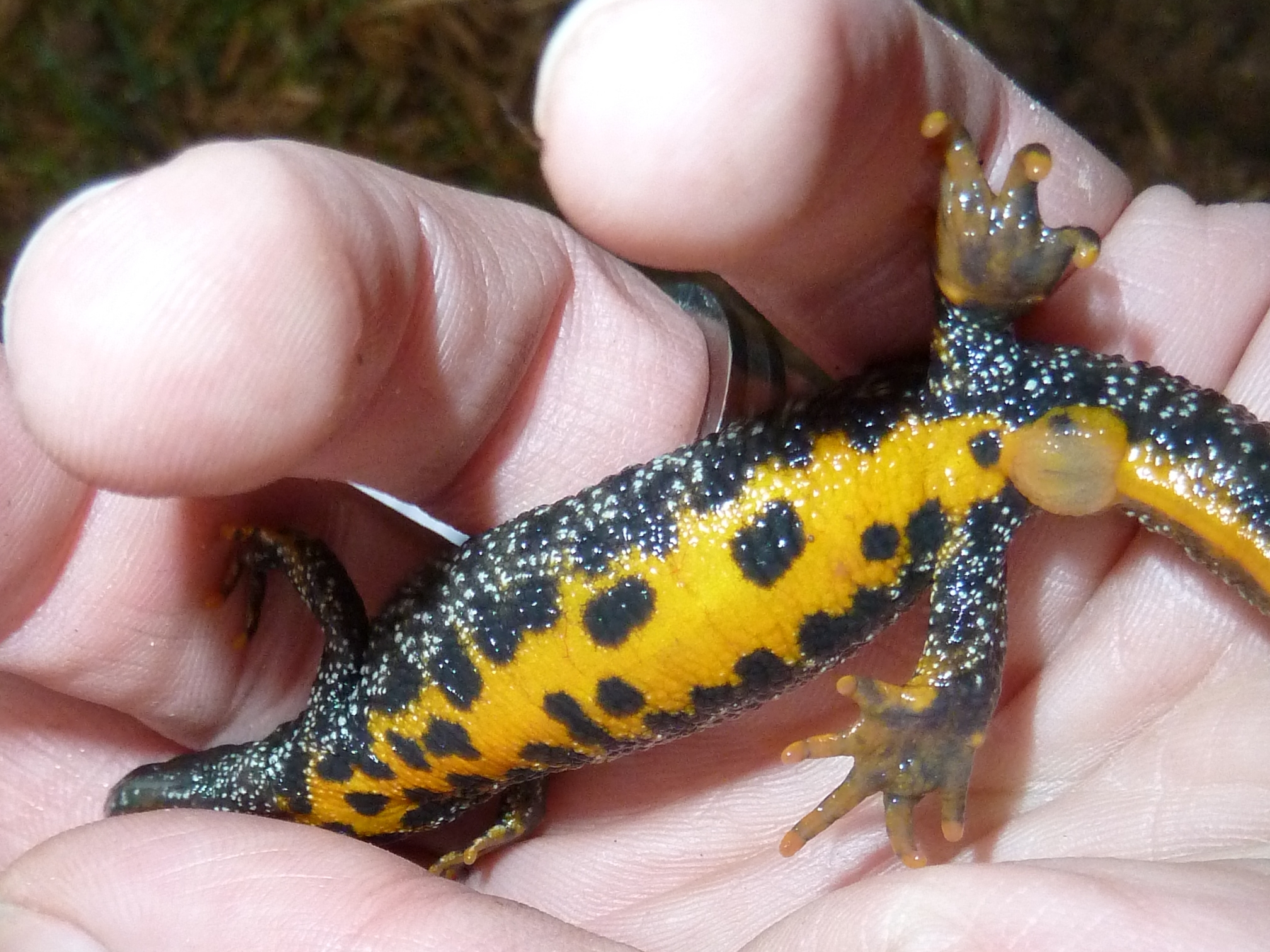
Onderzijde van een vrouwtje

De kamsalamander of grote watersalamander (Triturus cristatus) is een salamander uit de familie van de echte salamanders (Salamandridae).
De kamsalamander is een van de wijdst verspreide soorten in Europa. In vrijwel alle landen waar hij voorkomt, gaat de soort in aantal en verspreiding achteruit. De amfibie wordt in Nederland en België beschouwd als kwetsbaar en staat daarom op de Nederlandse Rode Lijst (amfibieën) en de Vlaamse A-lijst van beschermde dieren. Internationaal wordt de salamander door de IUCN echter als niet bedreigd beschouwd.

## Uiterlijke kenmerken
De naam kamsalamander slaat op de hoge, getande staartkam die de mannetjes ontwikkelen in de paartijd. Ook de soortaanduiding cristatus verwijst hiernaar en betekent kamvormend. De mannetjes ontwikkelen de volledige staartkam pas als ze volwassen zijn, rond hun derde levensjaar.
De kamsalamander is met een lengte tot 20 centimeter een van de grootste salamanders van Europa en de grootste watersalamander in Nederland en België. Alleen de olm, vuursalamander en de ribbensalamander kunnen nog langer worden.
Opvallend is de korrelige, wrat-achtige huid, vooral op de flanken en onderzijde van de kop. De basiskleur is donkergrijs of donkerbruin tot zwart, met op de flanken donkere tot zwarte, ronde vlekken. Bij zeer donker gekleurde exemplaren vallen de vlekken weg tegen de achtergrond. Aan de flanken van het lichaam en kop zijn onderaan vaak witte spikkels aanwezig, vooral bij de mannetjes, die naar onderen in aantal toenemen. De buik is oranje en heeft vele ronde tot meer grillige zwarte vlekken die per individu verschillen. Bij veldonderzoek worden foto's van de buik genomen om de dieren individueel te onderscheiden.

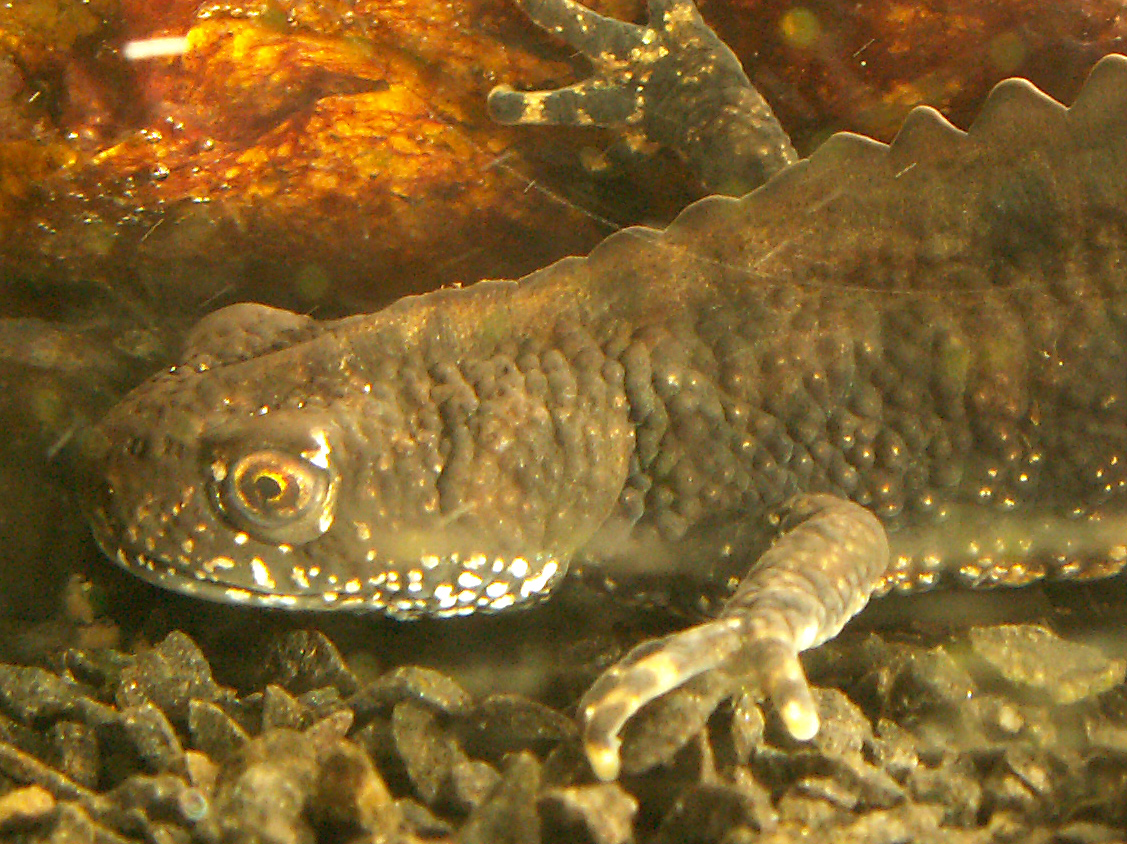
Jonge mannetjes hebben nog geen volledig ontwikkelde staartkam, hier een eerstejaars mannetje.

De kop is breed. De relatief grote ogen zijn duidelijk zichtbaar door de gele tot oranje kleur en ronde pupil. De parotoïden, de gifklieren achter de ogen, zijn niet zichtbaar. De zijkanten van de kop hebben met name aan de onderzijde de witte vlekjes die ook op de flanken terugkomen. De onderkaak is vaak bijna wit gekleurd door de vele spikkels, die ook de gehele keel bedekken. De keel heeft vaak een gelige basiskleur, maar is nooit zo helder oranje gekleurd als de buik.
De staart is korter dan het lichaam en heeft een lichtere tot witte, parelmoerachtige streep op het midden van de zijkanten. Bij de vrouwtjes is de onderzijde van de staart oranje, net als de buik. Bij mannetjes ontbreekt hier de oranje kleur. De kam die de mannetjes dragen in de paartijd begint op het midden van de kop en is opvallend hoog. De kam bestaat uit een diep ingesneden zoom op het midden van de rug waarvan de uiteinden puntig tot rafelig zijn. Naast een rugkam is er tevens een hoge zoom aan de bovenzijde van de staart die een meer gekartelde rand heeft en niet zo diep is ingesneden. De kam op de rug en bovenste staartzoom worden volledig onderbroken boven de staartwortel. De vrouwtjes krijgen in de waterfase een lage bovenste staartzoom. In plaats van een rugkam is er bij hen een ondiepe groef aanwezig op het midden van de rug.
De poten hebben dezelfde kleur als het lichaam. De onderzijde neigt meer naar de oranje buikkleur en de uiteinden van de tenen zijn vaak geel tot oranje. De vijf tenen dragende achterpoten zijn zoals alle salamanders groter dan de voorpoten, die vier vingers hebben. De poten dragen geen zwemvliezen, wat een verschil is met andere watersalamanders zoals de vinpootsalamander.
Naast de staartkam en kleur van de onderzijde van de staart zijn de mannetjes van de vrouwtjes te onderscheiden door de sterk opgezwollen, donkere tot zwarte cloaca, die bij de vrouwtjes onopvallender is. Vrouwtjes hebben ook een wat robuustere lichaamsvorm, zeker in de paartijd als ze zwanger zijn. De mannetjes blijven daarnaast met een lengte van 12 tot 16 centimeter kleiner dan de vrouwtjes, die een lengte kunnen bereiken van 18 cm met uitschieters tot 20 cm.

### Onderscheid met andere soorten
De soort is van de Italiaanse kamsalamander (Triturus carnifex) te onderscheiden door het bijna afwezig zijn van witte flankstipjes bij laatstgenoemde soort. Ook bij andere soorten ontbreken deze vlekjes meestal. De Italiaanse kamsalamander heeft ook een wat gedrongener postuur en een felgele rugstreep, die echter niet altijd zichtbaar is en een erg wazig vlekkenpatroon op de buik. De kans om een Italiaanse Kamsalamander op de Noord-Veluwe tegen te komen is vrij groot. Van nature komt deze soort niet voor in België en Nederland. Het is een geïntroduceerde exoot.
Andere inheemse watersalamanders zijn te onderscheiden door hun geringere lengte, gladdere huid en lichtere kleur.

## Verspreiding en habitat

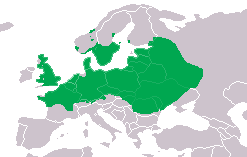
Europese verspreiding van de kamsalamander

De kamsalamander komt voor in Europa, in het noorden en midden met de Alpen en de Zwarte Zee als zuidelijke barrière. In het Middellandse Zeegebied ontbreekt de soort, evenals op het Iberisch Schiereiland. In Frankrijk komt de soort alleen in het oosten voor. Het verspreidingsgebied beslaat een groot deel van Groot-Brittannië (niet in Ierland), zuidelijk Scandinavië en het zuiden en oosten van Rusland. Hier loopt de verspreiding door tot in Iran, het enige land buiten Europa waar de kamsalamander voorkomt. De soort is aangetroffen tot een hoogte van 1750 meter boven zeeniveau.
De kamsalamander komt voor in de landen Albanië, Belarus, België, Bosnië en Herzegovina, Bulgarije, Denemarken, Duitsland, Estland, Finland, Frankrijk, Georgië, Griekenland, Hongarije, Iran, Italië, Kroatië, voormalig Joegoslavië, Letland, Liechtenstein, Litouwen, Luxemburg, Moldavië, Nederland, Noord-Macedonië, Noorwegen, Oekraïne, Oostenrijk, Polen, Roemenië, Rusland, Servië en Montenegro, Slowakije, Slovenië, Tsjechië, Verenigd Koninkrijk, Zweden en Zwitserland.

### Habitat
De habitat bestaat uit kleinschalige landschappen met bospercelen, heggen en struwelen in de buurt van water. De salamander kan tot 800 meter van oppervlaktewater worden aangetroffen. In het zuiden van het verspreidingsgebied worden kleinere wateren gebruikt dan in het noorden. In heel grote wateren als meren en rivieren plant de kamsalamander zich zelden voort. Soms worden greppels of irrigatiekanalen gebruikt, maar de kamsalamander handhaaft zich slecht in een te gecultiveerde omgeving.

## Voedsel, vijanden en verdediging
Het voedsel bestaat uit kleine ongewervelden, zoals kreeftachtigen en insecten en de larven. Uit een onderzoek in Noorwegen bleek dat de volwassen dieren vooral vlokreeftjes van het geslacht Gammarus eten, evenals op of in de waterbodem levende larven van insecten zoals kokerjuffers, haften en dansmuggen. De larven van de salamander bleken voornamelijk watervlooien te eten. Net als andere salamanders is de kamsalamander kannibalistisch en eet, indien de kans zich voordoet, kleinere soortgenoten.
Waarschijnlijk speelt de prooikeuze van de vrijzwemmende larve een rol bij de afname van de soort. De larven zwemmen tegen het oppervlak van het water op zoek naar watervlooien of witte muggenlarven. Dit maakt ze goed zichtbaar en erg kwetsbaar voor predatie door vissen en de larven moeten concurreren met kleine vissen zoals de stekelbaars die hetzelfde voedsel prefereert.
Vijanden van de volwassen salamanders zijn vooral vogels als de reiger. De larven en kleine exemplaren worden belaagd door waterinsecten en de larven, roofvissen, grotere loopkevers en waterspitsmuizen.
De voornaamste verdediging bestaat uit wegvluchten onder water, door krachtige staartbewegingen te maken en de poten langs het lichaam te strekken is het een zeer snelle zwemmer. Als een exemplaar wordt vastgepakt draait het dier zich op de rug (unkenreflex) en kan piepende geluiden produceren om af te schrikken. Uit klieren in de huid kan een witte afscheiding worden afgegeven die irritaties aan de slijmvliezen veroorzaakt. De salamander kan ook bijten maar dit veroorzaakt bij de mens geen verwondingen.

## Voortplanting
Het voortplantingsbiotoop bestaat voornamelijk uit vrij grote poelen of vijvers met langzaam stromend tot stilstaand water met een goed ontwikkelde oever- en onderwatervegetatie. Kleinere wateren zijn wat minder in trek. Het weinig beschaduwde water mag deels diep zijn en dient gedurende de voortplantingstijd continu water te bevatten. Een ondiep gedeelte op het zuiden is voordelig omdat het water daar gemakkelijker op temperatuur komt. De aanwezigheid van geschikte waterplanten zoals mannagras, fonteinkruid en moerasvergeet-mij-nietje is belangrijk voor de eiafzet. De kamsalamander stelt hogere eisen aan de waterkwaliteit dan andere watersalamanders.
De salamander trekt vroeg in het jaar naar het voortplantingswater. In de Lage Landen gebeurt dit vanaf februari bij wat warmer vochtig weer. In zachte winters is de trek naar het water al in november waargenomen. De voortplantingstijd duurt tot september. Het baltsen van watersalamanders vindt plaats in een door het mannetje verdedigd vegetatievrij territorium. Bij nadering van een vrouwtje maakt het mannetje een kattenrug en hij produceert met zijn staart een waterstroom naar het vrouwtje toe door golvende bewegingen te maken. Het vrouwtje wordt hierdoor aangetrokken en beweegt zich naar de onderkant van zijn staart toe. Zodra het vrouwtje hem daar aanraakt zet hij een spermatofoor af. Het vrouwtje loopt verder door en wordt door het mannetje tegengehouden op het moment dat haar cloaca zich ongeveer boven de spermatofoor bevindt. Daarmee vergroot het mannetje de kans dat het vrouwtje de spermatofoor opneemt met haar cloaca.
Na bevruchting begint het vrouwtje vanaf april-mei met het afzetten van de eitjes. In een seizoen zet het vrouwtje tussen de 200 en 400 eitjes af, zelden oplopend tot 700. Ze vouwt de bijna twee millimeter grote eitjes stuk voor stuk tussen plantenbladeren. De embryo's zijn met een doorsnede van 1,8 tot 2 millimeter groter dan de embryo's van bijvoorbeeld de kleine watersalamander of de alpenwatersalamander, die een doorsnede hebben van 1,3 tot 1,8 mm. Ze zijn gelig tot witgroen van kleur en kunnen daardoor onderscheiden worden van eieren van de kleinere watersalamandersoorten. Het gelei-achtige omhulsel is ovaal van vorm en heeft een doorsnede van 4,5 tot 6 mm. De ontwikkeling van embryo tot larve duurt ongeveer 10 tot 20 dagen waarna de larve het ei verlaat. Door een genetisch defect, "Chromosoom 1 syndroom" genaamd, komt de helft van de eieren echter niet uit.
De larve is vlak na het uitkomen ongeveer 10 tot 12 millimeter lang en groenig van kleur met zwarte lengtestrepen (cellijsten met chromatoforen) Deze cellijsten spreiden zich al snel uit over het hele lichaam, zodat de streping verdwijnt. Er is bekend dat de larve enigszins van kleur kan veranderen om minder op te vallen in zijn omgeving. De larve heeft direct voorpoten, die al snel erg groot worden, net als de uitwendige kieuwen.
De larven van de kamsalamander zijn te herkennen aan hun grootte. Ze worden langer dan de larven van bijvoorbeeld de kleine watersalamander en hebben opvallend lange tenen aan de poten. Ze hebben nog geen rugkam maar omdat de bovenste staartzoom door kan lopen tot net achter de kop doet deze hier wel aan denken. Tussen de voor- en achterpoten zijn 15 tot 16 costale groeven aanwezig. De larven hebben een staart met een zeer grote licht omrande vinzoom en enkele zwarte vlekken, de lichaamskleur van oudere larven is een licht groenbruin en de zwarte vlekken breiden zich in een later stadium ook op het lichaam uit.
Opvallend is dat de larven vaak vrij door het water zweven, op zoek naar prooien. Ze leven vooral van vrijzwemmende diertjes zoals watervlooien. Om hun prooi te vangen zetten ze zich tegen het water af met de hoge afgeplatte staart, de lange voorpoten en grote kieuwen. Pas als de larven wat groter worden, worden ze donker en zoeken ze meer de bodem op, op zoek naar grotere prooien. De kieuwen worden kleiner en de buitenproportioneel lange tenen verdwijnen.
Na 3 tot 4 maanden zijn de larven maximaal 8 centimeter lang. Nadat de kieuwen verdwenen zijn is de metamorfose voltooid en verlaten de jonge salamanders het water.

### Afbeeldingen: Ontwikkeling

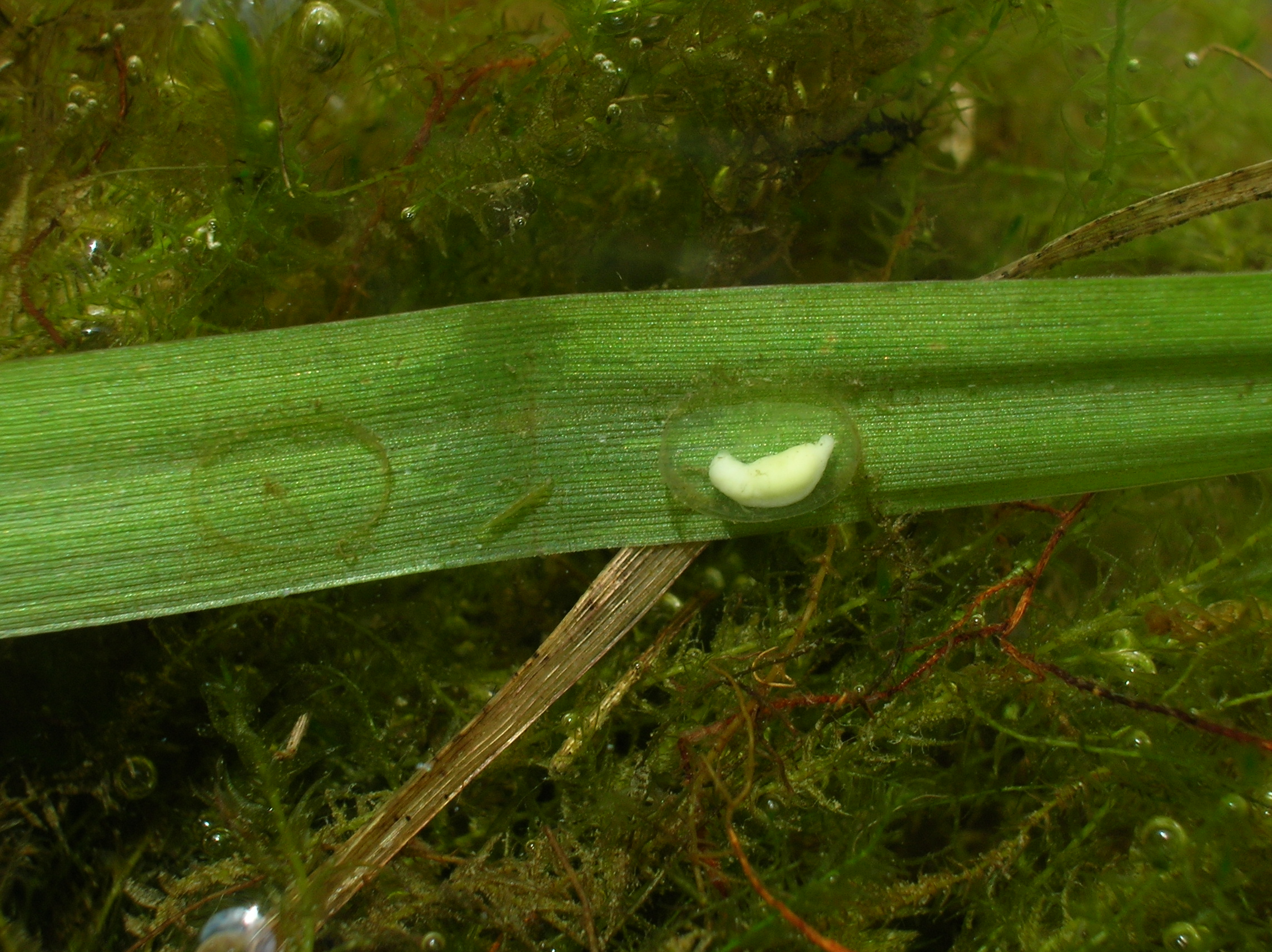
Opengevouwen blad met wit embryo in het ei.
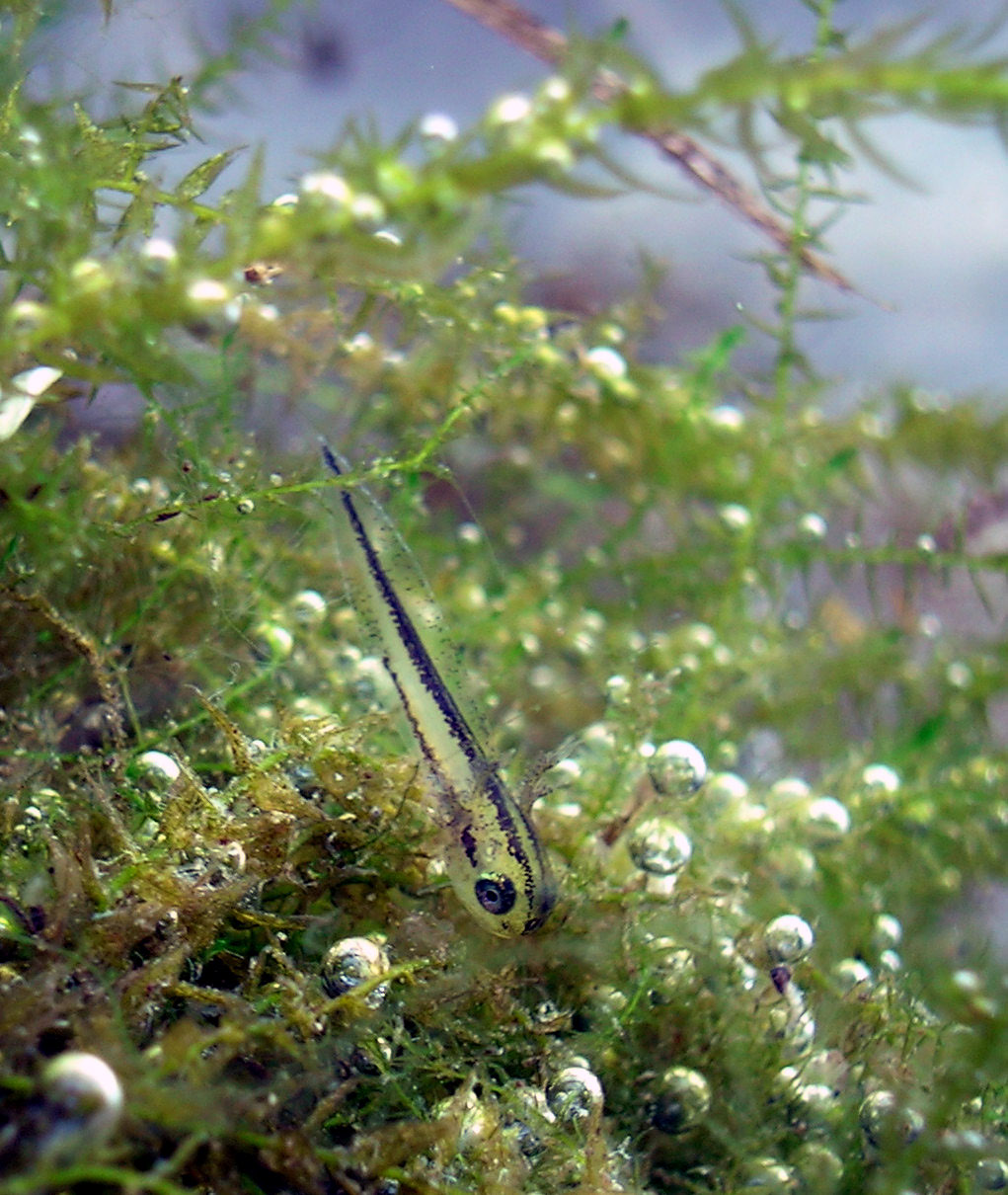
Pas uitgekomen larven zijn gestreept.
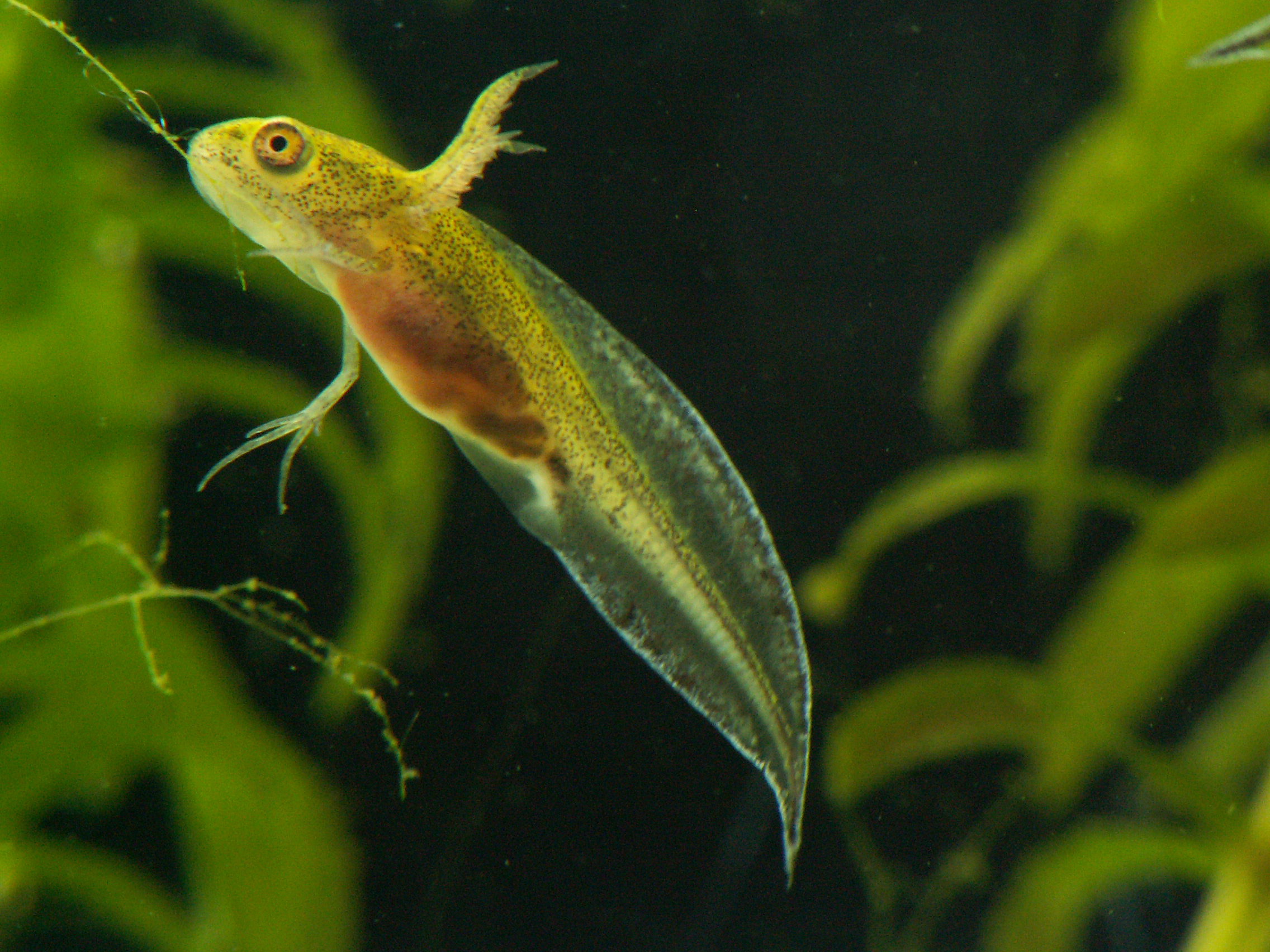
Een jonge larve.
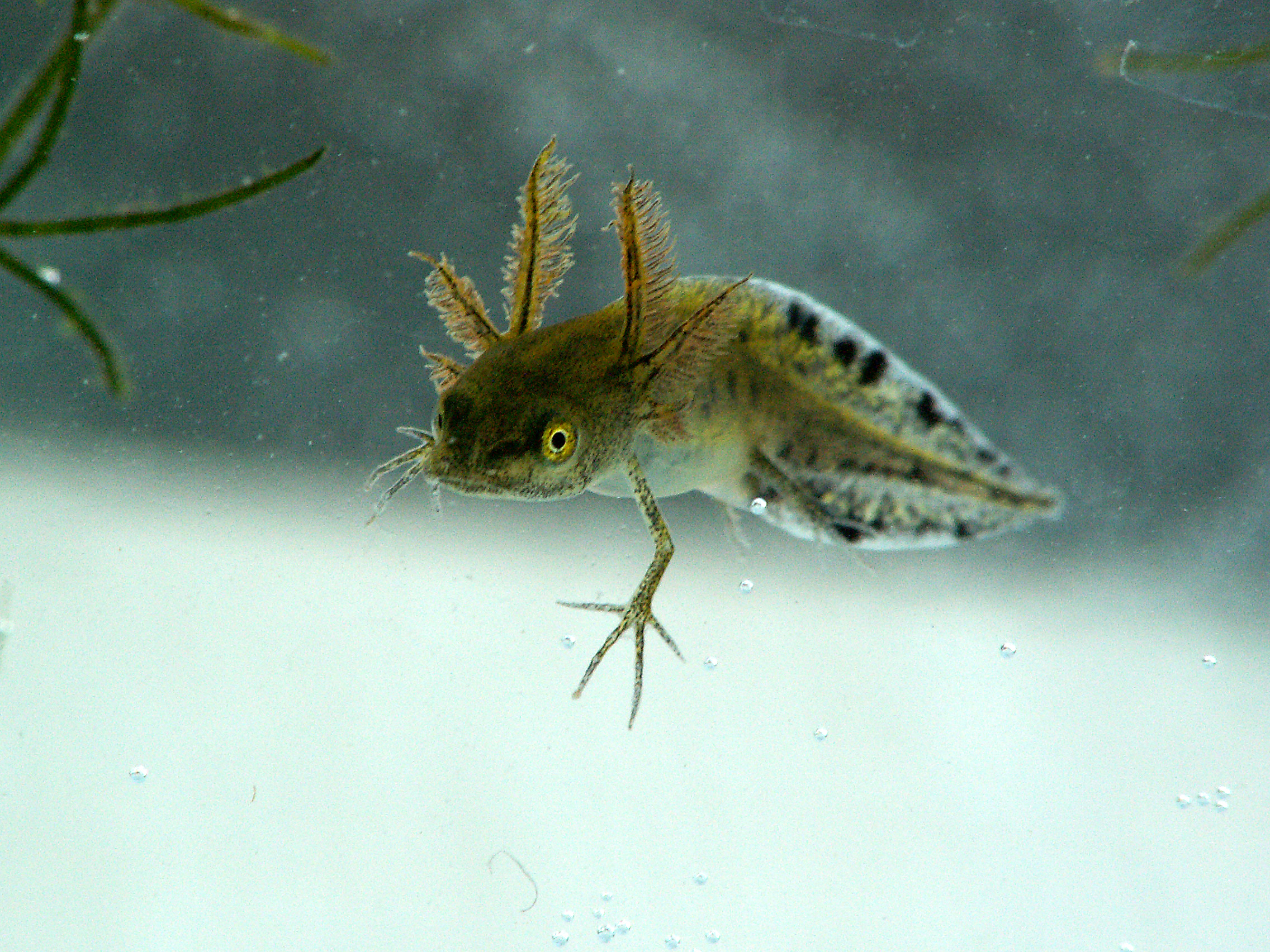
Een wat oudere larve met grote kieuwen.
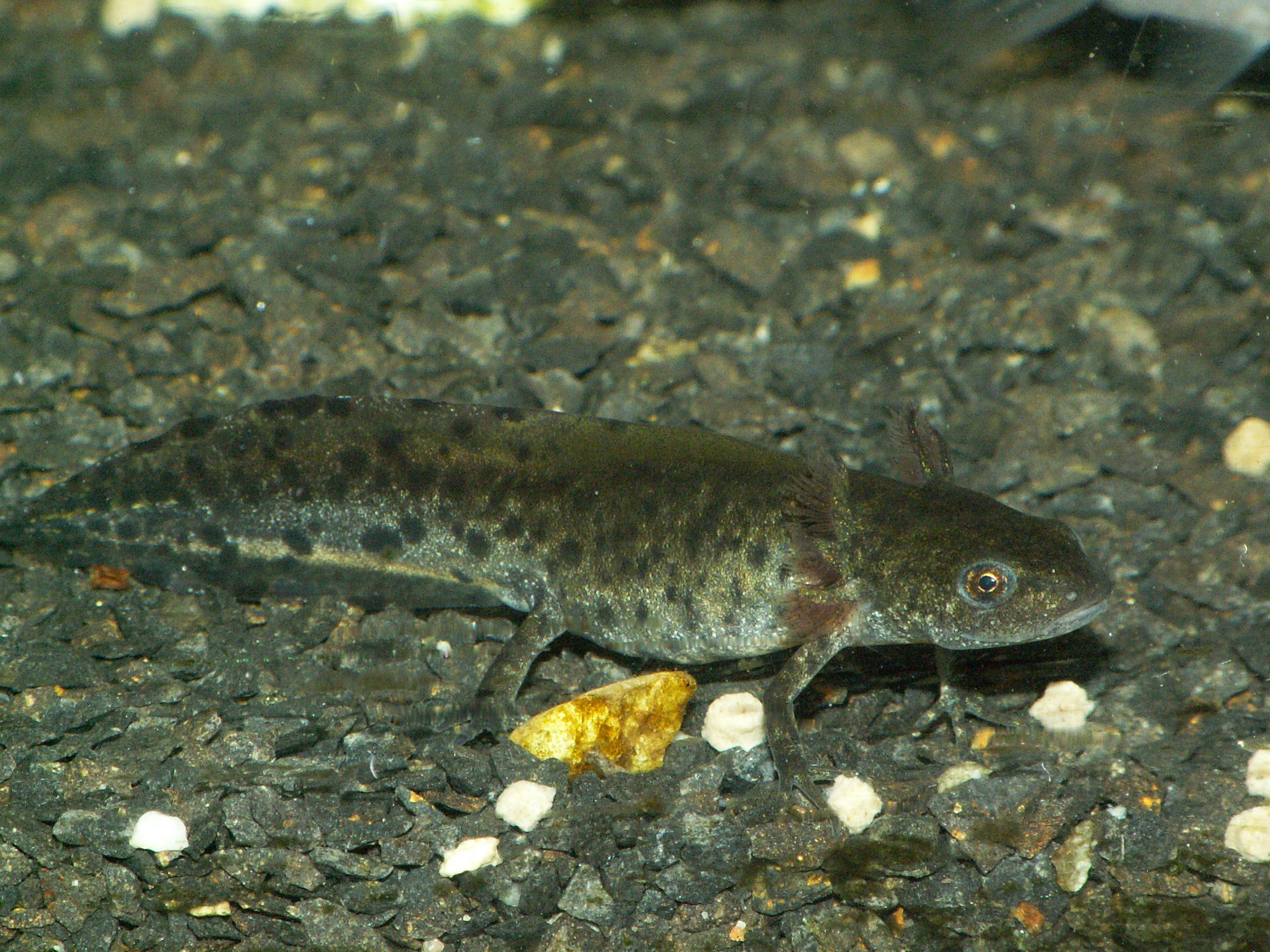
Oude larve, vlak voor de metamorfose.

## Leefwijze

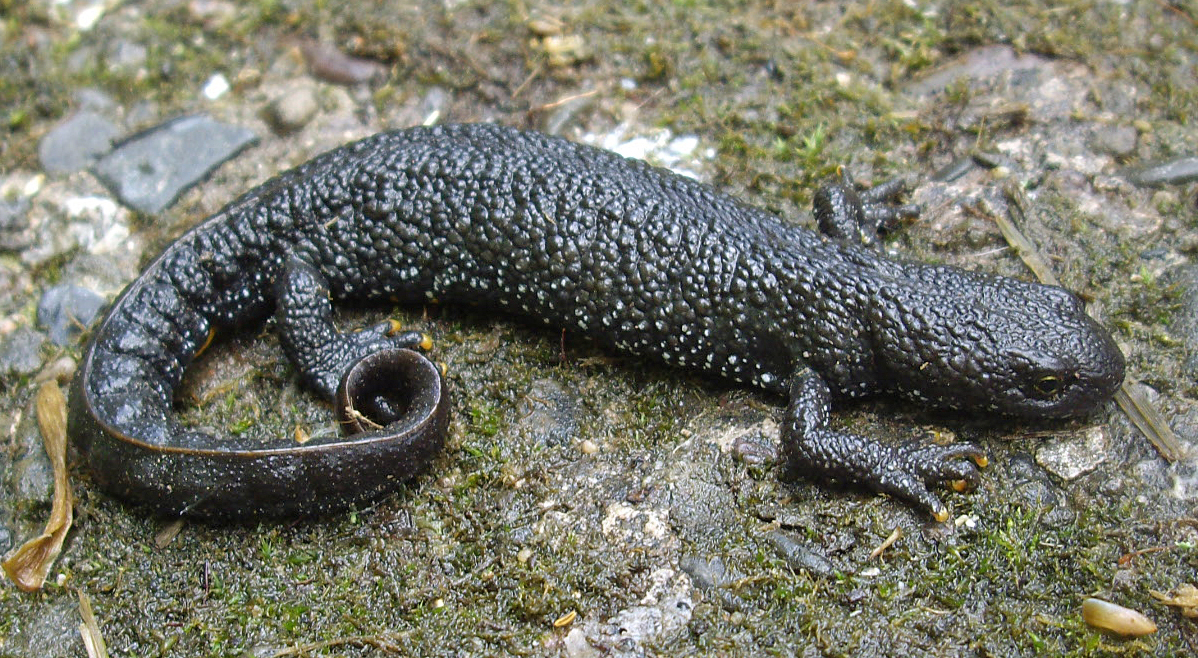
Kamsalamander in landfase

De kamsalamander is overwegend schemer- en nachtactief. Het dier leeft buiten de paartijd meestal op land in bijvoorbeeld de strooisellaag van het bos, in dichtbegroeide graslanden of, in schraler terrein, onder stenen en andere objecten. In de voortplantingstijd, die in het water wordt doorgebracht, is de salamander soms ook overdag te zien. De overwintering vindt gewoonlijk plaats op het land, maar gebeurt soms op de bodem van een poel. Uit onderzoek is gebleken dat kamsalamanders steeds dezelfde poel blijven bezoeken. In gevangenschap kan het dier een leeftijd bereiken van 27 jaar, in het wild wordt een dergelijke leeftijd bij lange na niet gehaald.

## Bedreiging door de mens

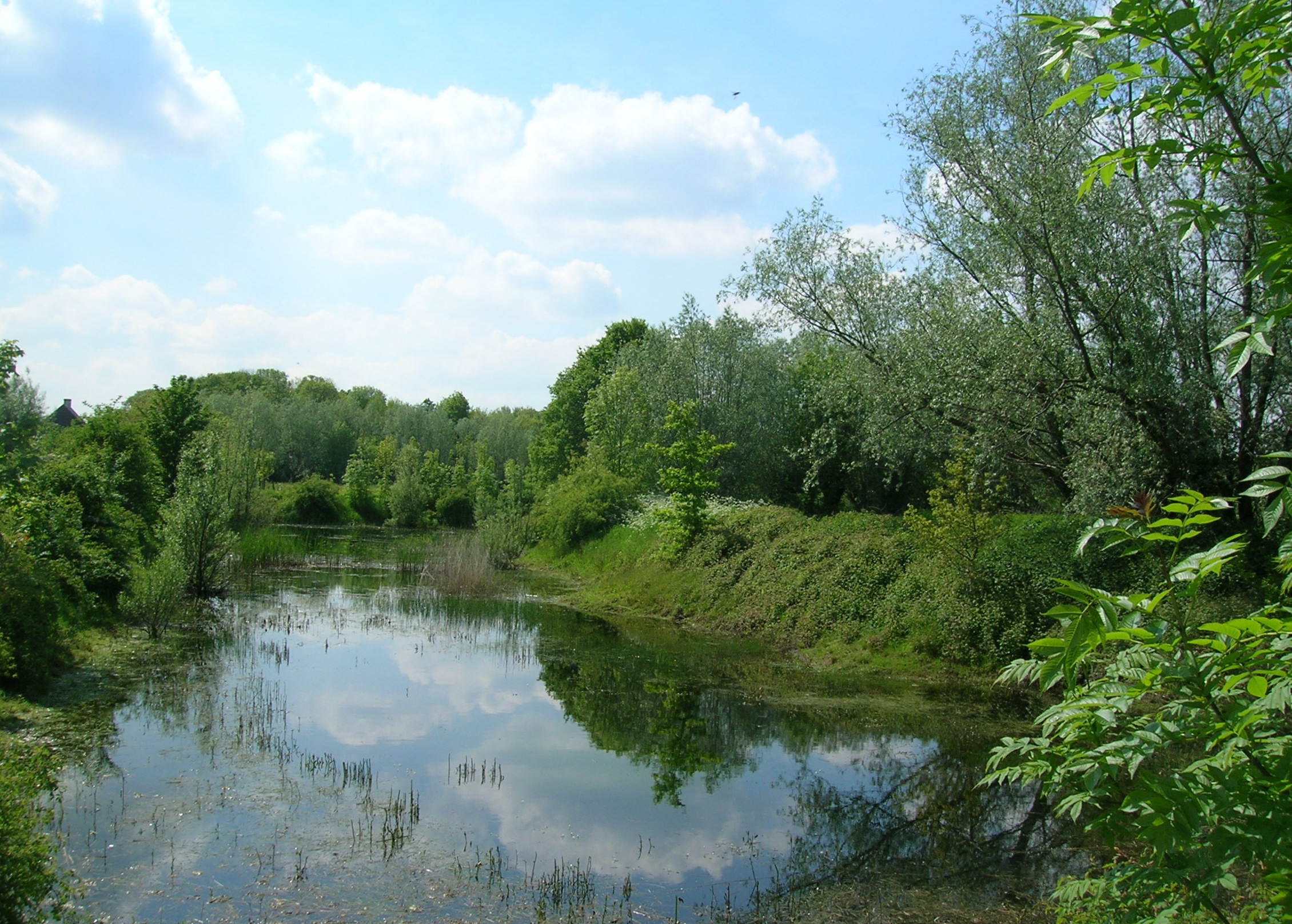
De kamsalamander wordt bedreigd doordat geschikte voortplantingswateren verdwijnen.

De kamsalamander wordt in vrijwel het gehele verspreidingsgebied bedreigd, het is bijvoorbeeld de sterkst bedreigde salamander in Groot-Brittannië. De achteruitgang van de kamsalamander gaat sneller dan die van andere Europese soorten, wat waarschijnlijk te maken heeft met de hogere eisen die gesteld worden aan de waterkwaliteit. Vervuiling van het oppervlaktewater is dan ook de belangrijkste oorzaak van de terugval, naast verstoring van de voortplantingswateren en de landbiotoop. Ook een verhoogde visstand heeft een negatieve invloed omdat vissen zowel de eitjes, de larven en soms de volwassen salamanders opeten. Aangezien de kamsalamander een voorkeur voor grote, diepe poelen heeft is de kans op geïntroduceerde vis ook groot. Doordat de geprefereerde poelen permanent water bevatten zal eenmaal geïntroduceerde vis ook niet meer verdwijnen.
Ook het verdwijnen van de habitat, het droogleggen van mogelijke voortplantingswateren, ontbossing en het verzamelen van exemplaren voor de handel in exotische dieren zijn bedreigingen. Het verzamelen van dieren voor de handel speelt voornamelijk in landen van de voormalige Sovjet-Unie een grote rol.
Gezien het geprefereerde biotoop zijn er verschillende gebieden waar kamsalamanders zouden kunnen voorkomen. Door het aanleggen van ecologische verbindingszones, herintroductie en het aanleggen van tunnels onder wegen kan het verspreidingsgebied weer vergroot worden, ook de aankoop van landbouwgronden en het in meer natuurlijke staat brengen ervan door natuurbeschermingsorganisaties vergroten de kansen van deze soort.
Een probleem bij de kamsalamander is de onregelmatige verspreiding en de voorkeur voor kleinschalig cultuurlandschap. Het is lastig geschikte gebieden aan te wijzen en het oude cultuurlandschap met hagen en poelen wordt steeds zeldzamer.
Initiatieven door particulieren en groepen, zoals het aanleggen van geschikte nieuwe amfibieënpoelen in gebieden waar de salamander al voorkomt kunnen de stand een impuls geven als het landbiotoop ook goed bewaard blijft. Kleine bosjes en hagen in de buurt van poelen zijn voorwaarde, ze mogen niet opgeruimd worden. Het is ook belangrijk dat er grotere aaneengesloten leefgebieden blijven bestaan en dat de kamsalamander geen drukke verkeerswegen hoeft te passeren om zijn voortplantingswater te bereiken.

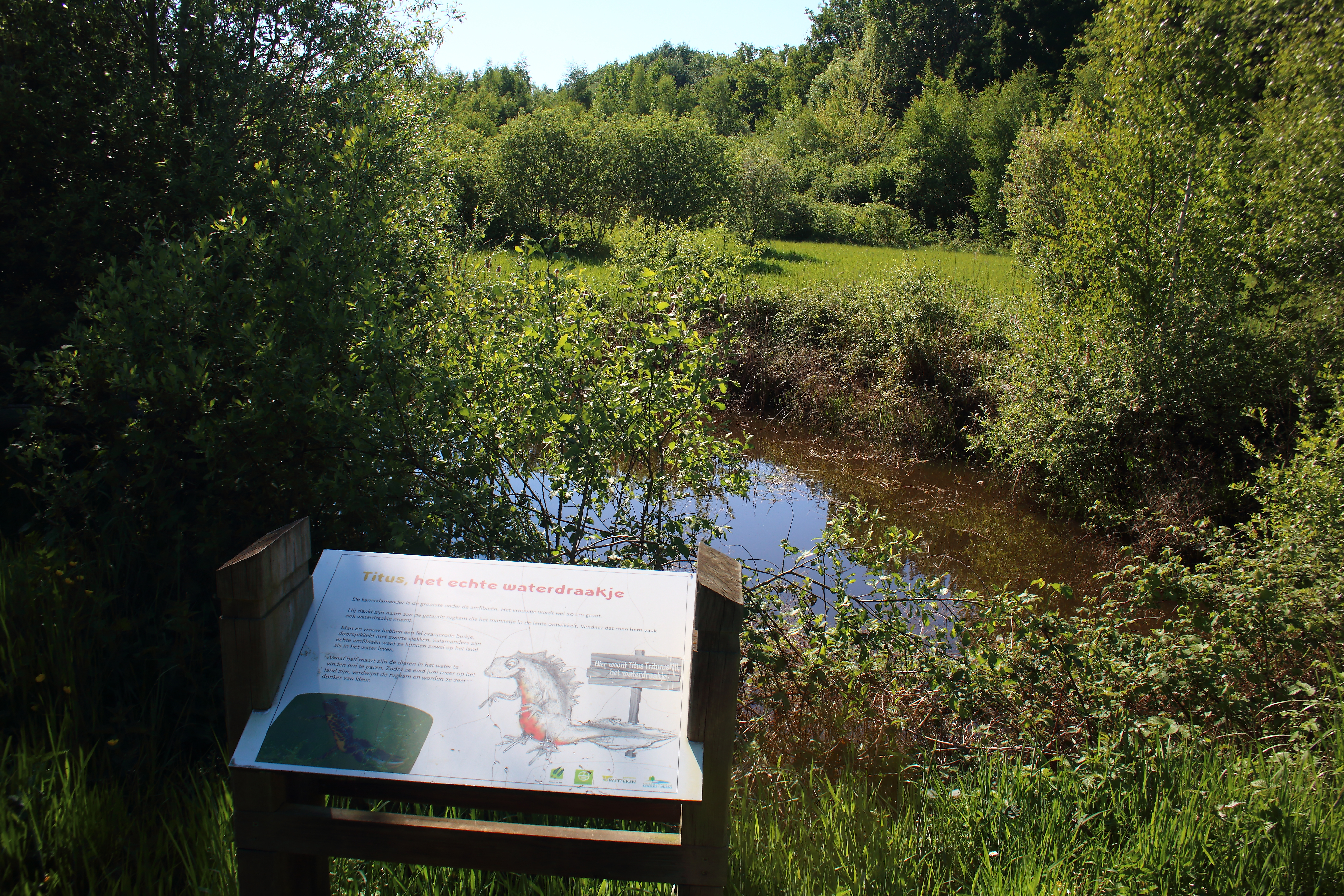
Kamsalamanderpoel met educatief paneel in de Vallei van de Serkampse Beek, België

### In Nederland en België
Na 1950 is door intensivering van de landbouw en uitbreiding van steden veel voorkeurshabitat verloren gegaan. De kamsalamander komt in Nederland nog verspreid voor in het zuiden, midden en oosten van het land. Het is er (net als in België) een van de meest bedreigde amfibieën. Waar het dier nog voorkomt worden in het kader van de Europese habitatrichtlijn indien nodig extra beschermingsmaatregelen genomen, zoals het graven van geschikte poelen en het tegengaan van verstoringen. Voor de vernietiging van een voortplantingsgebied wordt slechts vergunning gegeven als er geen alternatieven zijn en er voldoende compenserende maatregelen zijn getroffen.

## Taxonomie en naamgeving
| Synoniemen |
| --- |
| - Triton carnifex (Laurenti, 1768) - Gecko carnifex (Meyer, 1795) - Salamandra carnifex (Schneider, 1799) - Salamandra platycauda (Rusconi, 1821) - Triton nycthemerus (Michahelles, 1830) - Petroponia nigra (Massalongo, 1853) - Triton (Alethotriton) cristatus platycephalus (Fatio, 1872) - Triton cristatus var. carnifex (Schreiber, 1912) - Triturus cristatus platycauda (Dunn, 1918) - Triturus cristatus carnifex (Wolterstorff, 1923) - Triton cristatus carnifex forma alpina (Wolterstorff, 1925) - Molge cristatus carnifex var. neapolitana (Wolterstorff in Schreitmüller, 1926) - Triton (Neotriton) carnifex (Bolkay, 1927) - Triton (Neotriton) carnifex carnifex (Bolkay, 1927) - Triturus carnifex (Bucci-Innocenti, Ragghianti & Mancino, 1983) - Triturus (Triturus) carnifex (MacGregor, Sessions & Arntzen, 1990) |

De kamsalamander werd door Laurenti in 1768 beschreven als Triton carnifex. De soort heeft 15 synoniemen en behoorde onder andere tot het geslacht Gecko (Meyer, 1795), een geslacht van hagedissen (gekko's). Zie voor de wetenschappelijke namen de uitklapbare tabel rechts.
De Italiaanse kamsalamander, de donaukamsalamander en de balkankamsalamander werden vroeger als ondersoort van de kamsalamander gezien, tegenwoordig worden ze beschouwd als aparte soorten.

## Afbeeldingen

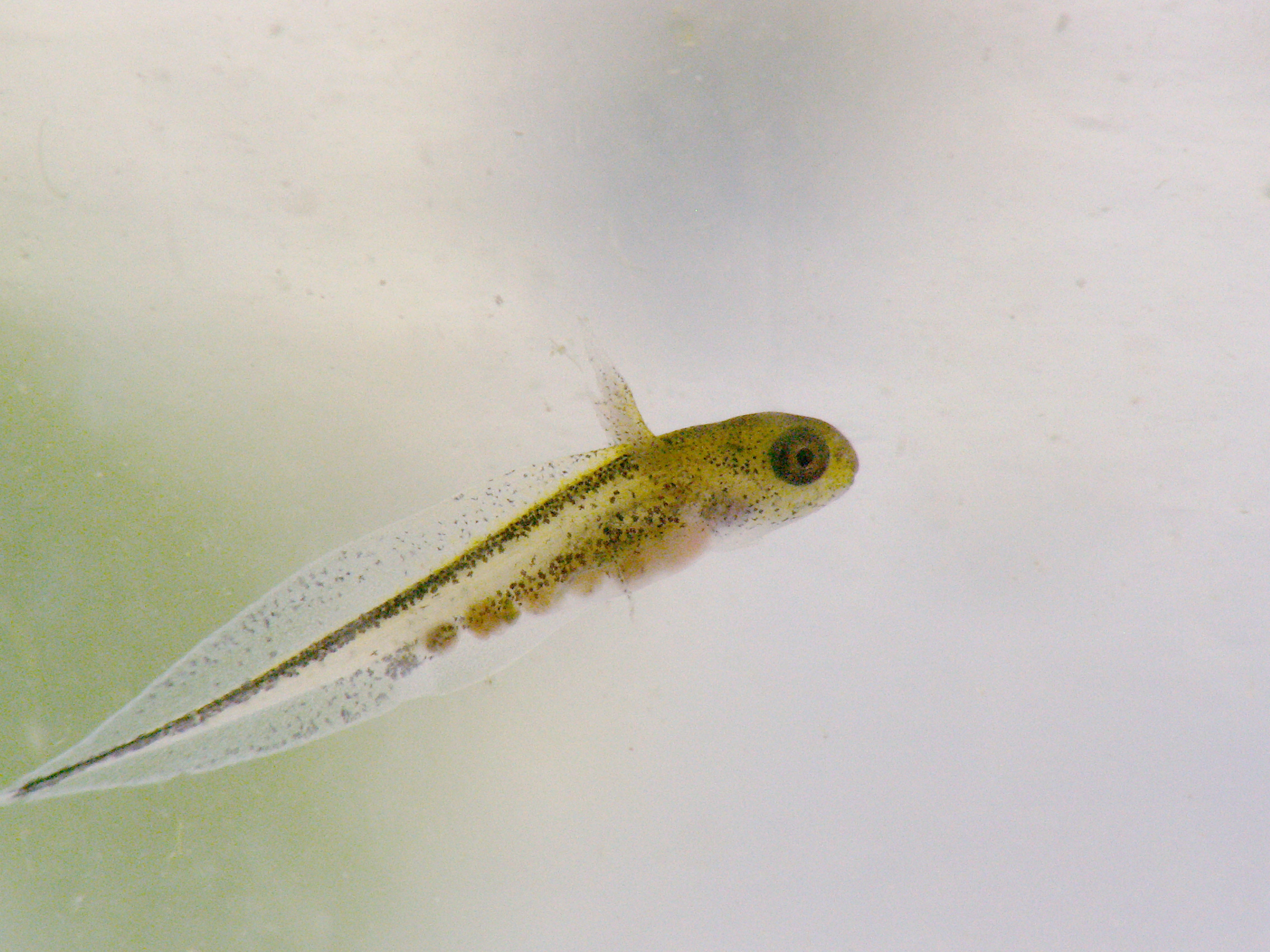
Zeer jonge larve
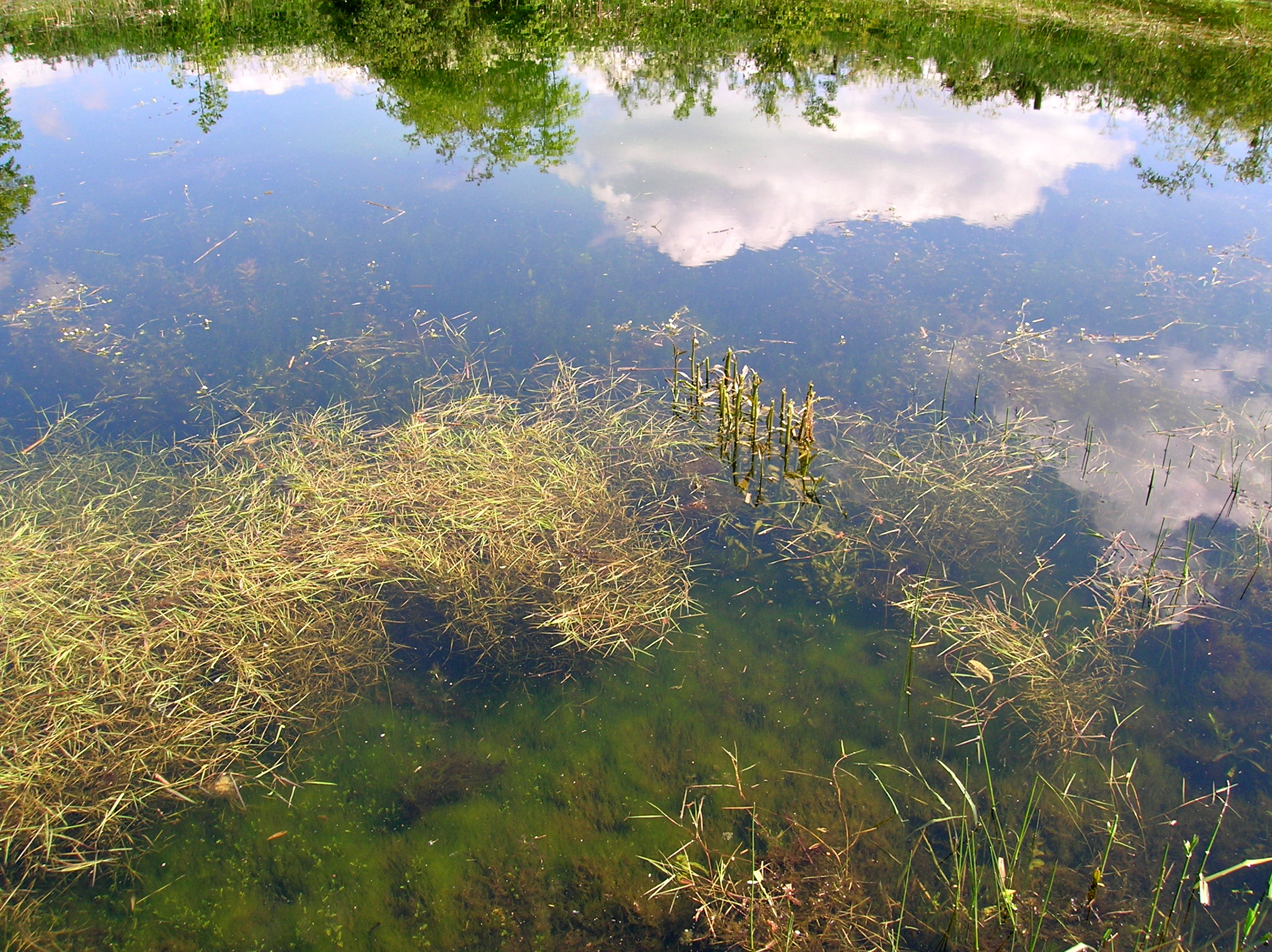
Het onderwatermilieu
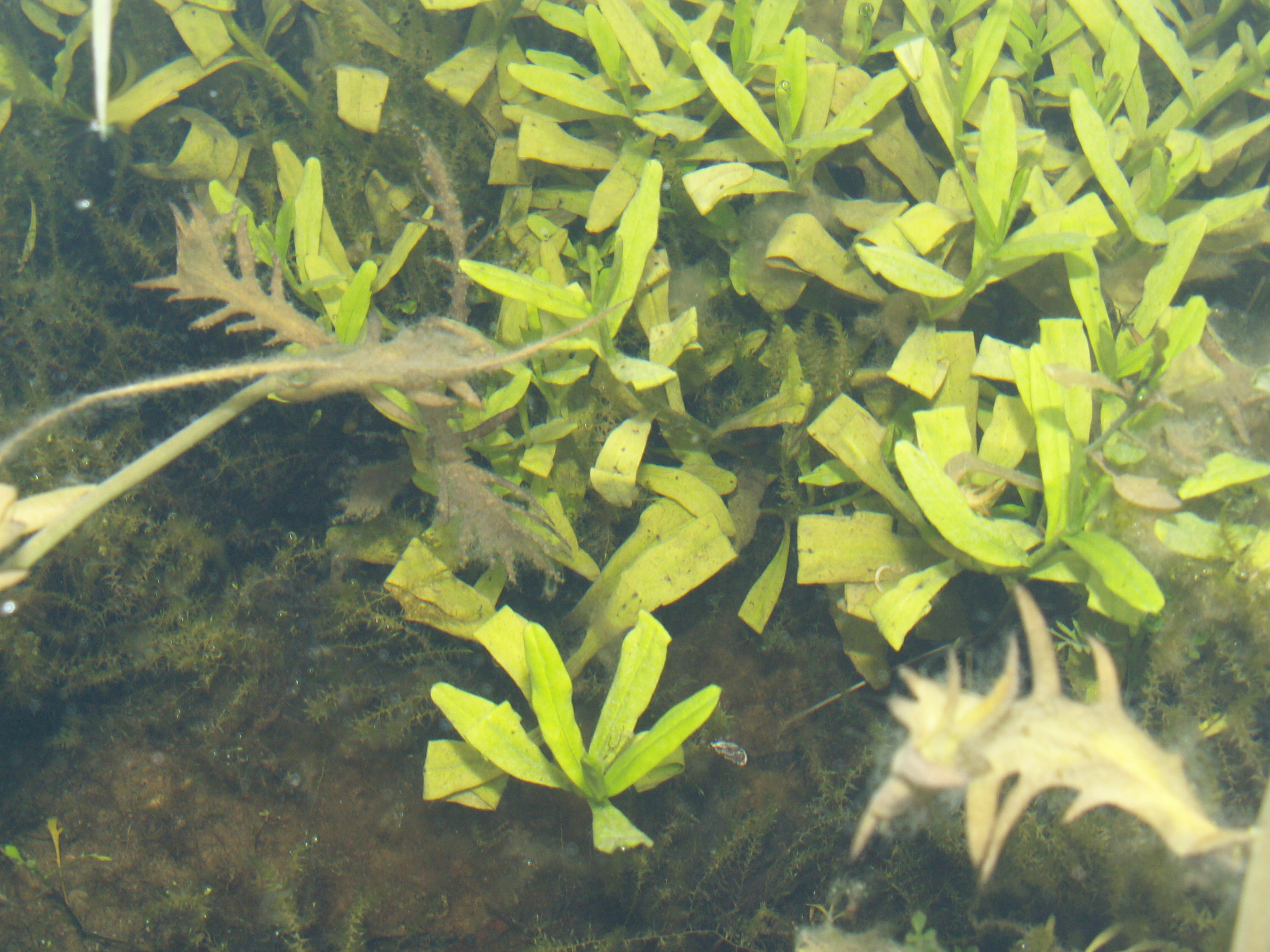
Moerasvergeetmenietje met dubbelgevouwen bladeren
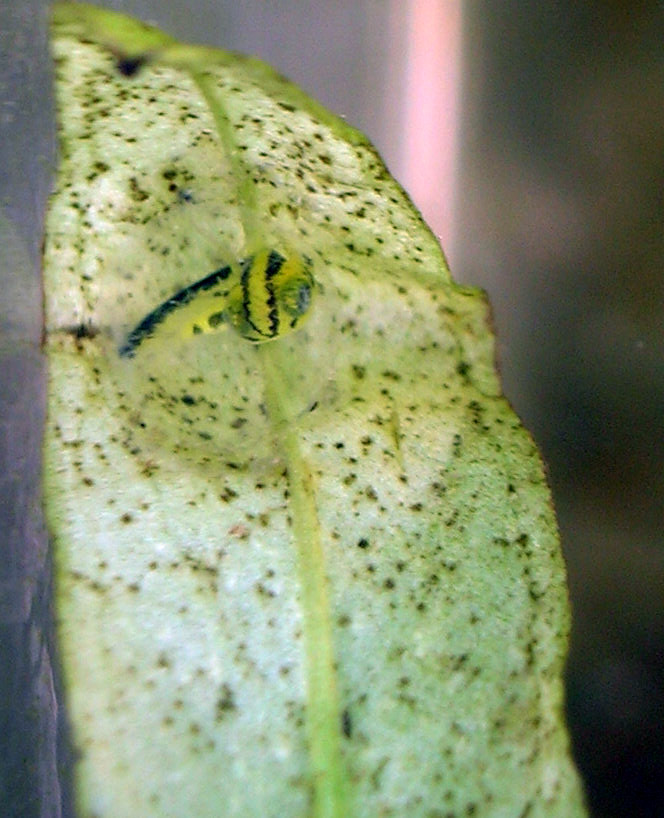
Ei vlak voor het uitkomen
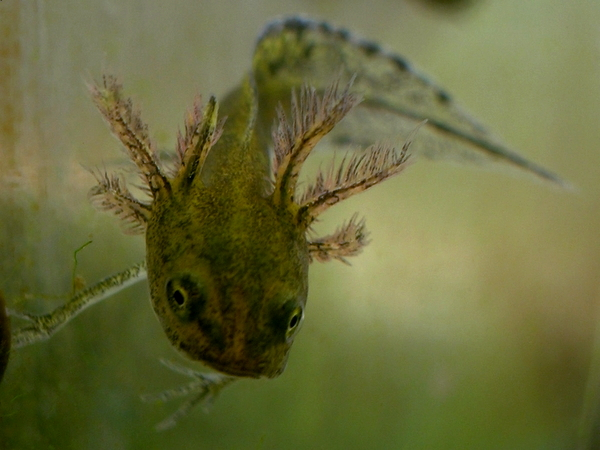
Oudere larve